# 九龍巴士211線
九龍巴士211線是香港九龍黃大仙一條來往近竹園北邨的翠竹花園和黃大仙站的路線，主要為翠竹花園、鵬程苑等的居民提供接駁港鐵觀塘綫以及轉乘龍翔道巴士線之服務，為少數接駁前地鐵的編號沒有M字的路線。
九龍巴士211A線是211線的特別路線，循環來往樂富及翠竹花園，祇於星期日及公眾假期提供服務。

## 歷史
- 1988年11月10日：211線投入服務[1]。
- 1990年10月29日：211線增設翠竹街往翠竹花園的單向分段收費。
- 1991年3月31日：211線翠竹街往翠竹花園的單向分段收費改由竹園道東行（天虹小學站）往翠竹花園實施。
- 2008年6月8日：211線全程車費從$3.1加至$3.3。
- 2011年5月15日：211線全程車費從$3.3加至$3.5。
- 2013年3月17日：211線全程車費從$3.5加至$3.7。
- 2014年7月6日：211線全程車費從$3.7加至$3.8。
- 2015年6月27日：增設到站時間預報。[2]
- 2018年7月15日：211A線開辦，循環來往樂富及翠竹花園，祇於星期日及公眾假期提供服務[3]，服務時間由2018年7月15日至9月30日，曾延至10月31日和2019年1月31日，再延至2019年4月30日。但在此限期前，居民需再向九巴申請延期。[4]
- 2019年5月1日：211A線改為恆常化服務[5]。
- 2021年11月22日：頭班車開出時間提早至05:30。

## 服務時間及班次
211
| 翠竹花園開       | 翠竹花園開  | 翠竹花園開   |
| 日期             | 服務時間    | 班次（分鐘） |
| ---------------- | ----------- | ------------ |
| 星期一至六       | 05:30-05:54 | 8            |
| 星期一至六       | 05:54-07:00 | 4-6          |
| 星期一至六       | 07:00-08:59 | 2-3          |
| 星期一至六       | 08:59-12:31 | 5-7          |
| 星期一至六       | 12:31-17:00 | 3-4          |
| 星期一至六       | 17:00-18:59 | 2-3          |
| 星期一至六       | 18:59-00:00 | 3-6          |
| 星期一至六       | 00:00-00:10 | 10           |
| 星期一至六       | 00:10-01:10 | 12           |
| 星期日及公眾假期 | 05:30-05:50 | 10           |
| 星期日及公眾假期 | 05:50-23:00 | 3-5          |
| 星期日及公眾假期 | 23:00-00:00 | 6            |
| 星期日及公眾假期 | 00:00-00:10 | 10           |
| 星期日及公眾假期 | 00:10-01:10 | 12           |

211特別班次（黃大仙站開）
- 星期一至六：11:11、11:42、12:02、12:15、12:49、13:43、20:13、21:02、21:56、22:26

211A
| 樂富開           | 樂富開      | 樂富開       |
| 日期             | 服務時間    | 班次（分鐘） |
| ---------------- | ----------- | ------------ |
| 星期日及公眾假期 | 08:30-20:30 | 30           |

211A線逢星期一至六不設服務

## 收費
全程：$4.6
- 天虹小學往翠竹花園：$2.9（祇適用於211線）

| - 本線設有12歲以下小童及65歲或以上長者半價優惠。 - 65歲或以上香港居民使用「樂悠咭」，以及12歲以下合資格殘疾兒童使用「殘疾人士身份」個人八達通繳付車資，均可享有每程$2.0或半價（以較低者為準）的票價優惠；12至64歲合資格殘疾人士使用「殘疾人士身份」個人八達通（包括「樂悠咭」），以及60至64歲香港居民使用「樂悠咭」繳付車資，均可享有每程$2.0或全費（以較低者為準）的票價優惠。 - 65歲或以上長者如使用長者或一般個人八達通繳付車資，則只可享有半價優惠；12至64歲合資格殘疾人士如不使用「殘疾人士身份」個人八達通，以及60至64歲人士如不使用「樂悠咭」繳付車資，必須繳付全費。 - 乘客可以現金或八達通於上車時付款，不設找續。 - 每位成人乘客可免費攜帶最多兩名4歲以下而不佔座位的兒童乘客乘車，超額之4歲以下小童必須繳付小童車費乘車。 - 持有「九巴月票」之乘客在車票有效期內，每日可享最多10程任何九龍巴士及龍運巴士路線（包括本路線，以及聯營路線的九龍巴士／龍運巴士提供的班次；惟乘搭機場「A」及「NA」線則可享原價二七折優惠（不會計算每天10次合資格車程））；而B1線則每日可享最多各2程（不會計算每天10次合資格車程）。 - 九龍巴士、城巴、龍運巴士及陽光巴士全職員工及家屬（不包括外判職員）可免費乘搭本路線，惟必須拍職員或職員家屬八達通。 - 乘客亦可透過多元化電子支付系統（e度嘟）繳付車資，包括使用非接觸式VISA卡、JCB卡、萬事達卡、銀聯卡、美國運通、大來國際、Discover Card、Apple Pay、Google Pay、Samsung Pay、AlipayHK「易乘碼」、支付寶、WeChatHK／微信支付「搭車碼」、銀聯雲閃付「乘車碼」及BOC Pay「乘車碼」。乘客使用此付款方式，使用此支付方式的乘客可享有中途下車之分段收費，以及與其他九巴／龍運獨營路線或聯營線九巴／龍運班次之轉乘優惠，惟不適用於與非九巴／龍運路線之轉乘優惠，亦不能享有「公共交通費用補貼計劃」及「長者及合資格殘疾人士公共交通票價優惠計劃」。 |

目前由竹園道往翠竹花園只收$2.5，是目前全香港最低廉的巴士分段收費。

### 八達通轉乘優惠
乘客登上本線後150分鐘內以同一張八達通卡轉乘以下路線 ，或從以下路線登車後150分鐘內以同一張八達通卡轉乘本線，次程可獲$4.2車資折扣優惠：
211←→2F、3C、214
211←→新界區巴士路線
- 211往黃大仙站 → 38、40(A)、40P、42C、61X、62X、74A、75X、80、84M、85X、89、89B、258D/P、259D、268C/A/P、(2)69C/S、290(A/B)或290X往新界
- 38、40(A)、40P、42C、61X、62X、74A、75X、80(A/P)、84M、89、89B、258D/A/P/S、259D、268C/A/P、269C/69C、290(A/B)或290X往九龍 → 211往翠竹花園

211A線不設任何八達通轉乘優惠

## 使用車輛
本線受到翠竹街地勢陡斜及路面寬度限制，只能採用短於10米的單層巴士，因此開辦時採用豐田Coaster行走，後來需求增加便改派三菱行走，踏入21世紀更增派Dennis Dart行走。由於九巴的三菱空調巴士年事已高需要退役，九巴車隊中亦缺乏短身單層空調巴士，因此九巴在2003年向新巴購入10輛配Plaxton雙門車身的1998年Dennis Dart SLF 10.7米單層空調巴士，當時除AA62（HV8607）外，其餘9輛1998年Dennis Dart SLF 10.7米單層空調巴士均行走本線。 
特別例外的是在2010年3月6日，因有新巴誤入翠竹花園通道，導致翠竹街交通一度擠塞。所有車輛均不得進入翠竹花園通道，本線巴士更因此無法進入翠竹花園總站。因此當日曾派出12米雙層巴士（KG4410、LB6946）行走本線，但以天虹小學作終點站，不入翠竹花園總站。
2013年1月16日，九巴派出1輛2011年亞歷山大丹尼士Enviro 200 Dart10.4米單層低地台空調巴士（AAU15）測試翠竹花園一帶路面，但最終試車失敗。同年4月22日，九巴再派出該輛巴士到翠竹花園一帶路面再次試車，結果成功。2013年4月27日，九巴將3部2011年亞歷山大丹尼士Enviro 200 Dart10.4米單層低地台空調巴士調派本線行走，取代3輛丹尼士飛鏢。
現時行走該線的車輛為9輛亞歷山大丹尼士Enviro 200 Dart 10.4米（AAU）單層低地台空調巴士，均屬九龍灣車廠。
| 車隊編號 | 車牌   |
| -------- | ------ |
| AAU4     | PV4758 |
| AAU5     | PV5625 |
| AAU9     | PW6471 |
| AAU12    | PX3045 |
| AAU15    | PX8640 |
| AAU27    | PZ7537 |
| AAU28    | PZ9554 |
| AAU29    | RA4045 |
| AAU30    | RA4107 |

## 行車路線
211

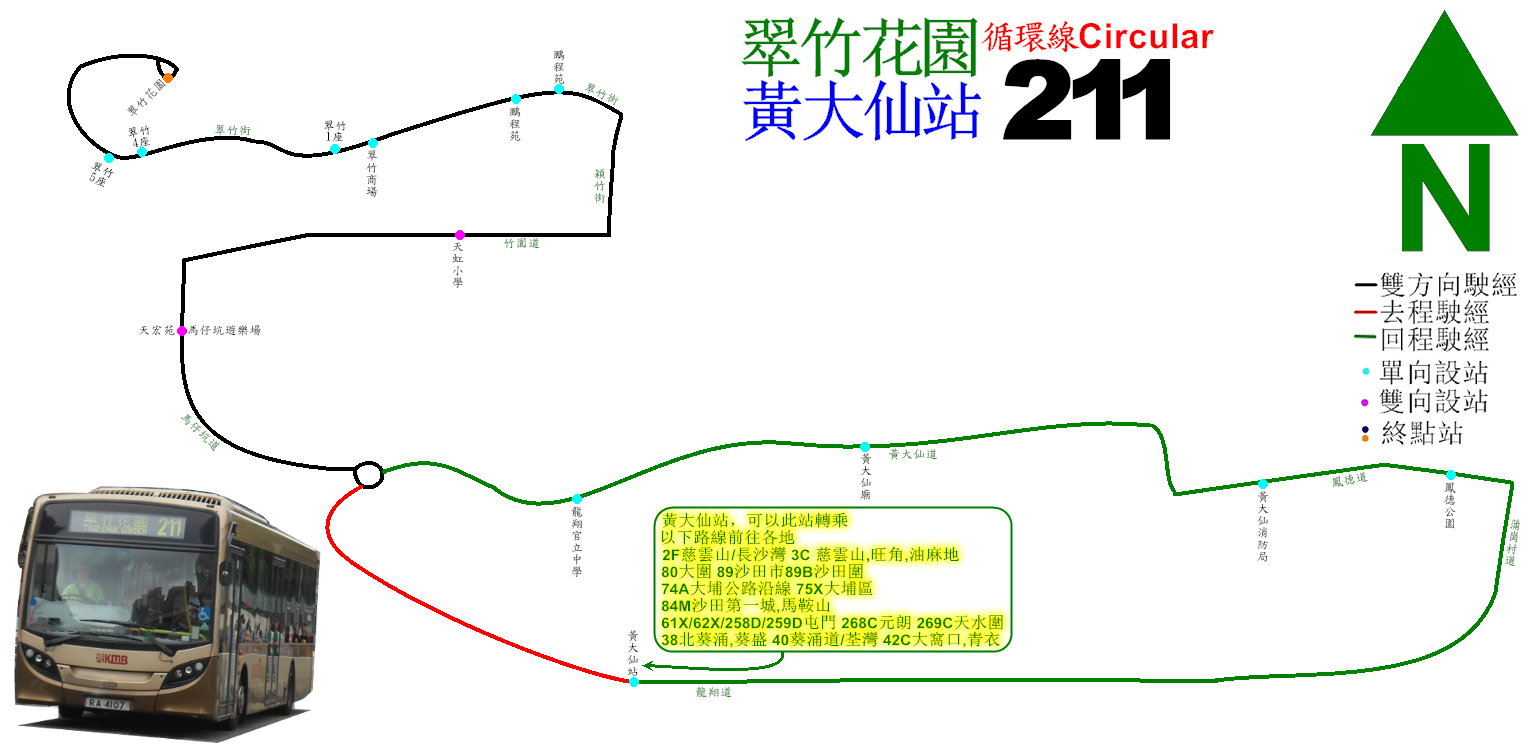
211路線的走線圖

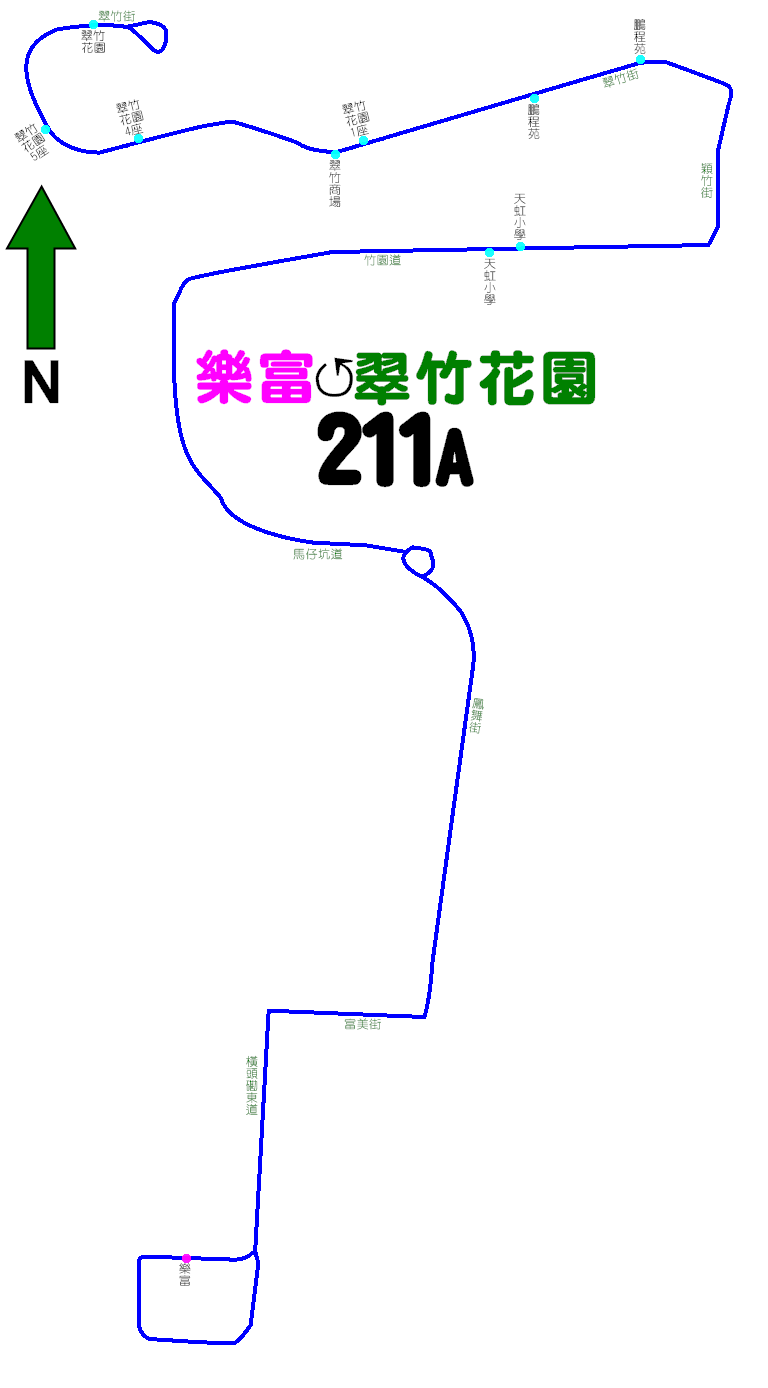
211A線的走線圖

經：翠竹街、穎竹街、竹園道、馬仔坑道、龍翔道、蒲崗村道、鳳德道、沙田坳道、黃大仙道、馬仔坑道、竹園道、穎竹街及翠竹街。
211A
經：橫頭磡東道、富美街、鳳舞街、天橋、馬仔坑道、竹園道、穎竹街、翠竹街、穎竹街、竹園道、馬仔坑道、鳳舞街、富美街、橫頭磡東道及橫頭磡南道。

### 沿線車站
211
| 翠竹花園開 | 翠竹花園開                   | 翠竹花園開       |
| 序號       | 車站名稱                     | 位置             |
| ---------- | ---------------------------- | ---------------- |
| 1          | 翠竹花園巴士總站             | 翠竹花園巴士總站 |
| 2          | 翠竹花園四座                 | 翠竹街           |
| 3          | 翠竹花園一座                 | 翠竹街           |
| 4          | 鵬程苑                       | 翠竹街           |
| 5          | 浸信會天虹小學               | 竹園道           |
| 6          | 馬仔坑遊樂場                 | 馬仔坑道         |
| 7          | 黃大仙轉車站－黃大仙廟（B1） | 龍翔道           |
| 8          | 鳳德公園                     | 鳳德道           |
| 9          | 黃大仙消防局                 | 鳳德道           |
| 10         | 黃大仙廟                     | 黃大仙道         |
| 11         | 龍翔官立中學                 | 黃大仙道         |
| 12         | 天宏苑                       | 馬仔坑道         |
| 13         | 浸信會天虹小學               | 竹園道           |
| 14         | 鵬程苑                       | 翠竹街           |
| 15         | 翠竹商場                     | 翠竹街           |
| 16         | 翠竹花園五座                 | 翠竹街           |
| 17         | 翠竹花園巴士總站             | 翠竹花園巴士總站 |

211A
| 樂富開 | 樂富開           | 樂富開       |
| 序號   | 車站名稱         | 位置         |
| ------ | ---------------- | ------------ |
| 1      | 樂富巴士總站     | 樂富巴士總站 |
| 2      | 浸信會天虹小學   | 竹園道       |
| 3      | 鵬程苑           | 翠竹街       |
| 4      | 翠竹商場         | 翠竹街       |
| 5      | 翠竹花園五座     | 翠竹街       |
| 6      | 翠竹花園巴士總站 | 翠竹街       |
| 7      | 翠竹花園四座     | 翠竹街       |
| 8      | 翠竹花園一座     | 翠竹街       |
| 9      | 鵬程苑           | 翠竹街       |
| 10     | 浸信會天虹小學   | 竹園道       |
| 11     | 樂富巴士總站     | 樂富巴士總站 |

## 昔日的九巴211線
第一代九巴211線為一條豪華巴士路線，來往尖沙咀碼頭及觀塘（裕民坊），1979年5月14日起遷往觀塘（月華街），1982年2月28日起停止服務。

## 外部連結
- 九巴211線